# Arquitectura del Reino Unido
La arquitectura del Reino Unido tiene una larga y diversa historia desde antes de Stonehenge hasta los diseños del arquitecto contemporáneo internacionalmente reconocido Norman Foster.

## Edad Antigua
Los ejemplos más tempranos conocidos de arquitectura en el Reino Unido incluyen numerosos monumentos neolíticos como Stonehenge y Avebury.
La arquitectura doméstica más antigua fue legada por los romanos, que ocuparon Britania entre los años 43 y 406. Ellos construyeron las primeras ciudades y pueblos, incluyendo Chester, St Albans, Londres y Bath. Muchos ejemplos de su fina arquitectura aún se mantienen en pie, entre ellos las aguas termales de bath.
.

## Edad Media

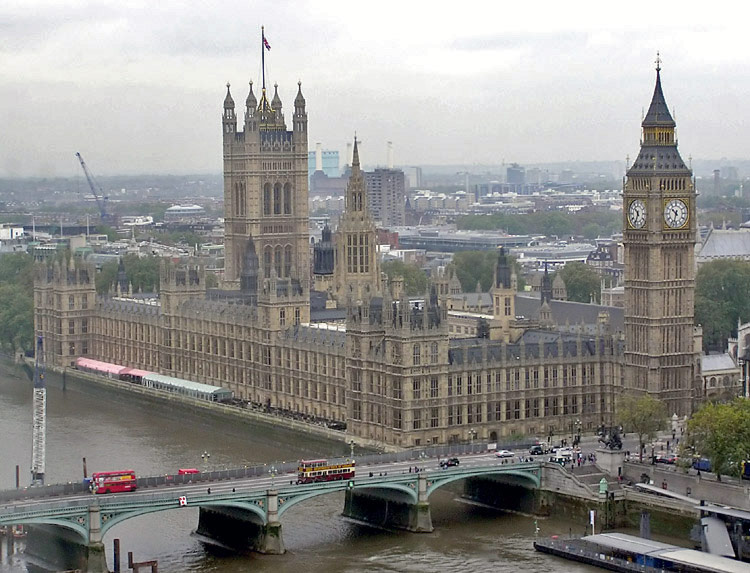
The Palacio de Westminster gótico victoriano completado en 1870. Diseñado por Sir Charles Barry y August Pugin.

Después de la batalla del Monte Badon en el 500 y el comienzo del período anglosajón, algunos pocos y aislados ejemplos de arquitectura comenzaron a aparecer, siendo los más notables algunas iglesias sajonas como las de Stewkley y Wing, ambas en Buckinghamshire.
Después de la invasión normanda de 1066, emergieron diseños más consistentes. Guillermo I y los señores de la época mandaron a construir numerosos castillos para proteger su autoridad. A menudo eran inicialmente edificados con madera, siendo la velocidad de la construcción más importante que el diseño o la apariencia; el más famoso ejemplo es la Torre de Londres. Dos siglos después de la invasión, castillos más grandes y en tierras más lejanas, como el Castillo de Caernarfon, en Gales, y el Castillo Carrickfergus, en Irlanda del Norte, fueron construidos para reprimir a los nativos.
- Datos: Q1189662
- Multimedia: Architecture of the United Kingdom / Q1189662